# Józef Klose
Józef Klose, niem. Josef Klose (ur. 3 października 1947 w Sławięcicach) – polski piłkarz, grający na pozycji napastnika. Ojciec Miroslava, reprezentanta Niemiec w piłce nożnej.

## Kariera
Zaczynał karierę w Energetyku Sławięcice. Następnie w 1966 roku, przeszedł do Odry Opole, gdzie grał z numerem 11. Dla opolskiego klubu w 1 lidze strzelił 39 bramek. W 1977 roku, grał w Pucharze UEFA, zdobył bramkę w spotkaniu z FC Magdeburg. W 1978 roku, przeszedł do francuskiego zespołu AJ Auxerre, prowadzonego przez Guya Roux, gdzie grał przez kilka lat. Strzelił dla francuskiego klubu ostatnią bramkę na boiskach Ligue 2 oraz pierwszą na boiskach Ligue 1. Kiedy odszedł w 1981 roku z drużyny Auxerre zastąpił go Andrzej Szarmach. Następnie przeniósł się do występującego w niższej lidze FC Chalon, w którym w 1984 roku zakończył karierę piłkarską.

## Życie prywatne
Żonaty z Barbarą Jeż, piłkarką ręczną (45-krotną reprezentantką Polski). W 1984 Barbara i Józef Klose z 8-letnią wtedy córką Marzeną oraz 6-letnim Mirosławem wrócili z Francji do Opola, zaś trzy lata później wyjechali na stałe do Niemiec i zamieszkali w niewielkiej miejscowości Kusel, 40 km od Kaiserslautern.